# معركة وايومنغ
كانت معركة وايومنغ (بالإنجليزية: Battle of Wyoming)‏ (المعروفة أيضًا باسم مذبحة وايومنغ) مواجهة خلال الحرب الثورية الأمريكية بين الوطنيين والموالين الأمريكيين برفقة غزاة الإيروكوا التي وقعت في وادي وايومنغ في بنسلفانيا في 3 يوليو 1778. قُتل أكثر من 300 من الوطنيين في المعركة.
بعد المعركة، ادعى المستوطنون أن غزاة الإيروكوا قاموا بمطاردة وقتل الوطنين الهاربين، ثم قاموا بتعذيب 30 إلى 40 من الذين استسلموا، حتى ماتوا.